# 2022-es női labdarúgó-Európa-bajnokság
A 2022-es UEFA női labdarúgó-Európa-bajnokság volt a női labdarúgó-Európa-bajnokság 13. kiírása, amelyet az UEFA szervezett Európa női válogatottjai számára. Ez volt a második kiírás, amióta az Eb 16 csapatosra bővült. Az Eb-nek Anglia adott otthont, és az eredeti tervek szerint 2021. július 7. és augusztus 1. között rendezték volna. A Covid19-pandémia, valamint a 2020-as nyári olimpia és a férfi Eb 2021 nyarára halasztása miatt a tornát átütemezték, és 2022. július 6–31. között rendezték. Legutóbb Anglia 2005-ben adott otthont a tornának, az utolsó alkalommal nyolc csapat vett részt.
A címvédő Hollandia, Észak-Írország először vett részt női labdarúgó-Európa-bajnokságon. A döntőt a Wembley Stadionban, Londonban játszották.
Az Eb-n a videóbírót (VAR), valamint a gólbíró-technológiát is alkalmazták.
A győztesek az UEFA–CONMEBOL női Finalissima első kiírásán mérkőznek meg a 2022-es Copa América Femenina győzteseivel.

## Helyszínek
Az UEFA hivatalosan 10 stadiont jelentett be 8 városban:
| London (Wembley) | Manchester (Old Trafford)    | Sheffield        | Southampton      | Brighton and Hove     |
| ---------------- | ---------------------------- | ---------------- | ---------------- | --------------------- |
| Wembley Stadion  | Old Trafford                 | Bramall Lane     | St. Mary Stadion | Falmer Stadion        |
| Férőhely: 90 000 | Férőhely: 74 879             | Férőhely: 32 702 | Férőhely: 32 505 | Férőhely: 31 800      |
|                  |                              |                  |                  |                       |
| Milton Keynes    | London (Brentford)           | Rotherham        | Leigh            | Manchester (Bradford) |
| Stadion MK       | Brentfordi Közösségi Stadion | New York Stadion | Leigh Sportfalu  | Akadémia Stadion      |
| Férőhely: 30 500 | Férőhely: 17 250             | Férőhely: 12 021 | Férőhely: 12 000 | Férőhely: 7 000       |
|                  |                              |                  |                  |                       |

## Részt vevő csapatok

A 16 kvalifikált csapatból 14 vett részt a 2017-es női labdarúgó-Európa-bajnokságon is. Észak-Írország az egyetlen olyan, amely most mutatkozott be először. Finnország időközben visszatért, miután kihagyta az előző tornát. A 2017-ben szereplő csapatok közül Skócia az egyetlen, amely az eltiltott Oroszországon kívül nem jutott be a mostani megmérettetésbe.
| Ország         | Hogyan kvalifikált     | Kvalifikáció időpontja | Eddigi Európa-bajnoki részvételek |
| -------------- | ---------------------- | ---------------------- | --------------------------------- |
| Anglia         | Rendező                | 2018. december 3.      | 8                                 |
| Németország    | I csoport győztese     | 2020. október 23.      | 10                                |
| Hollandia      | A csoport győztese     | 2020. október 23.      | 3                                 |
| Dánia          | B csoport győztese     | 2020. október 27.      | 9                                 |
| Norvégia       | C csoport győztese     | 2020. október 27.      | 11                                |
| Svédország     | F csoport győztese     | 2020. október 27.      | 10                                |
| Franciaország  | G csoport győztese     | 2020. november 27.     | 6                                 |
| Belgium        | H csoport győztese     | 2020. december 1.      | 1                                 |
| Izland         | F csoport 2. helyezett | 2020. december 1.      | 3                                 |
| Spanyolország  | D csoport győztese     | 2021. február 18.      | 3                                 |
| Finnország     | E csoport győztese     | 2021. február 19.      | 3                                 |
| Ausztria       | G csoport 2. helyezett | 2021. február 23.      | 1                                 |
| Olaszország    | B csoport 2. helyezett | 2021. február 24.      | 11                                |
| Svájc          | pótselejtező győztese  | 2021. április 13.      | 1                                 |
| Észak-Írország | pótselejtező győztese  | 2021. április 13.      | 0                                 |
| Portugália     | pótselejtező vesztese  | 2022. május 2.         | 2                                 |
| Oroszország    | pótselejtező győztese  | 2021. április 13.      | 5                                 |

1. ↑  Portugália Oroszország kizárásával jogosult a részvételre.
2. ↑  Oroszországot a FIFA és az UEFA 2022. február 28-án felfüggesztette. Az UEFA határozata alapján a 2. pótselejtező mérkőzés vesztese Portugália vesz részt a tornán.

## Csoportkör

A 2022-es női Európa-bajnokságon részt vevő országok helyezései

Az előzetes mérkőzésnaptárt az UEFA végrehajtó bizottsága a svájci Nyon-ban, 2019. december 4-én tartott ülésén megerősítette.
A végleges menetrendet az UEFA 2022. május 2-án hagyta jóvá.
A csoportgyőztesek és a második helyezettek jutottak a negyeddöntőbe.
Sorrend meghatározása
Az Európa-bajnokság csoportjaiban a csapatok a pontok alapján rangsorolják  (a győzelem 3 pont, a döntetlen 1 pont, a vereség 0 pont). Ha két vagy több csapat a csoportmérkőzések után azonos pontszámmal áll, akkor a következő pontok alapján állapítják meg a sorrendet (a versenyszabályzat 18.01. és 18.02. cikke szerint):
1. több szerzett pont az azonosan álló csapatok közötti mérkőzéseken;
2. jobb gólkülönbség az azonosan álló csapatok közötti mérkőzéseken;
3. több szerzett gól az azonosan álló csapatok közötti mérkőzéseken;
4. ha az 1–3. pontok alapján a sorrend nem dönthető el, akkor az 1–3. pontokat újra kell alkalmazni kizárólag a továbbra is azonosan álló csapatok között játszott mérkőzésekre. Ha továbbra sem dönthető el a sorrend, akkor az 5–10. pontokat kell alkalmazni;
5. jobb gólkülönbség az összes csoportmérkőzésen;
6. több szerzett gól az összes csoportmérkőzésen;
7. ha két csapat a felsorolt első hét pont alapján holtversenyben áll úgy, hogy az utolsó csoportmérkőzést egymás ellen játsszák (azaz az utolsó csoportmérkőzés, amelyet egymás ellen lejátszottak, döntetlen lett, és a pontszámuk, összesített gólkülönbségük, az összes szerzett góljuk száma is azonos) és nincs harmadik csapat, amely velük azonos pontszámmal áll, akkor közöttük büntetőrúgások döntenek a sorrendről;
8. alacsonyabb fair play pontszám (1 pont egy sárga lapért, 3 pont két sárga lapot követő piros lapért, 3 pont egy azonnali piros lapért);
9. jobb UEFA-együttható a sorsoláskor.

Minden időpont helyi idő szerint értendő (BST, UTC+1).

### A csoport
| Hely. | Csapat         | M | Gy | D | V | G+ | G– | Gk  | P | Továbbjutás                             |
| ----- | -------------- | - | -- | - | - | -- | -- | --- | - | --------------------------------------- |
| 1.    | Anglia (R)     | 3 | 3  | 0 | 0 | 14 | 0  | +14 | 9 | Továbbjut az egyenes kieséses szakaszba |
| 2.    | Ausztria       | 3 | 2  | 0 | 1 | 3  | 1  | +2  | 6 | Továbbjut az egyenes kieséses szakaszba |
| 3.    | Norvégia       | 3 | 1  | 0 | 2 | 4  | 10 | −6  | 3 | Kiesett                                 |
| 4.    | Észak-Írország | 3 | 0  | 0 | 3 | 1  | 11 | −10 | 0 | Kiesett                                 |

| 2022. július 6. 20:00 |

| Anglia   | 1–0               | Ausztria |
| -------- | ----------------- | -------- |
| Mead 16' | (1–0) Jegyzőkönyv |          |

| Old Trafford, Manchester |

| 2022. július 7. 20:00 |

| Norvégia                                                        | 4–1               | Észak-Írország |
| --------------------------------------------------------------- | ----------------- | -------------- |
| Blakstad 10' Maanum 13' Graham Hansen 31' (11-esből) Reiten 54' | (3–0) Jegyzőkönyv | Nelson 49'     |

| St. Mary Stadion, Southampton |

| 2022. július 11. 17:00 |

| Ausztria                      | 2–0               | Észak-Írország |
| ----------------------------- | ----------------- | -------------- |
| Schiechtl 19' Naschenweng 88' | (1–0) Jegyzőkönyv |                |

| St. Mary Stadion, Southampton |

| 2022. július 11. 20:00 |

| Anglia                                                                   | 8–0               | Norvégia |
| ------------------------------------------------------------------------ | ----------------- | -------- |
| Stanway 12' (11-esből) Hemp 15' White 29' 41' Mead 34' 38' 81' Russo 66' | (6–0) Jegyzőkönyv |          |

| Community Stadion, Brighton and Hove |

| 2022. július 15. 20:00 |

| Észak-Írország | 0–5               | Anglia                                               |
| -------------- | ----------------- | ---------------------------------------------------- |
|                | (0–2) Jegyzőkönyv | Kirby 40' Mead 44' Russo 48' 53' Burrows 76' (öngól) |

| St. Mary Stadion, Southampton |

| 2022. július 15. 20:00 |

| Ausztria  | 1–0               | Norvégia |
| --------- | ----------------- | -------- |
| Billa 37' | (1–0) Jegyzőkönyv |          |

| Community Stadion, Brighton and Hove |

### B csoport
| Hely. | Csapat        | M | Gy | D | V | G+ | G– | Gk | P | Továbbjutás                             |
| ----- | ------------- | - | -- | - | - | -- | -- | -- | - | --------------------------------------- |
| 1.    | Németország   | 3 | 3  | 0 | 0 | 9  | 0  | +9 | 9 | Továbbjut az egyenes kieséses szakaszba |
| 2.    | Spanyolország | 3 | 2  | 0 | 1 | 5  | 3  | +2 | 6 | Továbbjut az egyenes kieséses szakaszba |
| 3.    | Dánia         | 3 | 1  | 0 | 2 | 1  | 5  | −4 | 3 | Kiesett                                 |
| 4.    | Finnország    | 3 | 0  | 0 | 3 | 1  | 8  | −7 | 0 | Kiesett                                 |

| 2022. július 8. 17:00 |

| Spanyolország                                                    | 4–1               | Finnország   |
| ---------------------------------------------------------------- | ----------------- | ------------ |
| Paredes 26' Bonmatí 41' L. García 75' Caldentey 90+5' (11-esből) | (2–1) Jegyzőkönyv | Sällström 1' |

| Stadium MK, Milton Keynes |

| 2022. július 8. 20:00 |

| Németország                                   | 4–0               | Dánia |
| --------------------------------------------- | ----------------- | ----- |
| Magull 21' Schüller 57' Lattwein 78' Popp 86' | (1–0) Jegyzőkönyv |       |

| Brentfordi Közösségi Stadion, London |

| 2022. július 12. 17:00 |

| Dánia      | 1–0               | Finnország |
| ---------- | ----------------- | ---------- |
| Harder 72' | (0–0) Jegyzőkönyv |            |

| Stadium MK, Milton Keynes |

| 2022. július 12. 20:00 |

| Németország      | 2–0               | Spanyolország |
| ---------------- | ----------------- | ------------- |
| Bühl 3' Popp 37' | (2—0) Jegyzőkönyv |               |

| Brentfordi Közösségi Stadion, London |

| 2022. július 16. 20:00 |

| Finnország | 0–3               | Németország                        |
| ---------- | ----------------- | ---------------------------------- |
|            | (0–1) Jegyzőkönyv | Kleinherne 40' Popp 48' Anyomi 63' |

| Stadium MK, Milton Keynes |

| 2022. július 16. 20:00 |

| Dánia | 0–1               | Spanyolország |
| ----- | ----------------- | ------------- |
|       | (0–0) Jegyzőkönyv | Cardona 90'   |

| Brentfordi Közösségi Stadion, London |

### C csoport
| Hely. | Csapat     | M | Gy | D | V | G+ | G– | Gk | P | Továbbjutás                             |
| ----- | ---------- | - | -- | - | - | -- | -- | -- | - | --------------------------------------- |
| 1.    | Svédország | 3 | 2  | 1 | 0 | 8  | 2  | +6 | 7 | Továbbjut az egyenes kieséses szakaszba |
| 2.    | Hollandia  | 3 | 2  | 1 | 0 | 8  | 4  | +4 | 7 | Továbbjut az egyenes kieséses szakaszba |
| 3.    | Svájc      | 3 | 0  | 1 | 2 | 4  | 8  | −4 | 1 | Kiesett                                 |
| 4.    | Portugália | 3 | 0  | 1 | 2 | 4  | 10 | −6 | 1 | Kiesett                                 |

| 2022. július 9. 17:00 |

| Portugália             | 2–2               | Svájc           |
| ---------------------- | ----------------- | --------------- |
| Gomes 58' J. Silva 65' | (0–2) Jegyzőkönyv | Sow 2' Kiwic 5' |

| Leigh Sports Village, Leigh |

| 2022. július 9. 20:00 |

| Hollandia | 1–1               | Svédország    |
| --------- | ----------------- | ------------- |
| Roord 52' | (0–1) Jegyzőkönyv | Andersson 35' |

| Bramall Lane, Sheffield |

| 2022. július 13. 17:00 |

| Svédország             | 2–1               | Svájc        |
| ---------------------- | ----------------- | ------------ |
| Rolfö 53' Bennison 79' | (0–0) Jegyzőkönyv | Bachmann 55' |

| Bramall Lane, Sheffield |

| 2022. július 13. 20:00 |

| Hollandia                                     | 3–2               | Portugália                 |
| --------------------------------------------- | ----------------- | -------------------------- |
| Egurrola 7' van der Gragt 16' Van de Donk 62' | (2–1) Jegyzőkönyv | C. Costa 38' Di. Silva 47' |

| Leigh Sports Village, Leigh |

| 2022. július 17. 17:00 |

| Svájc        | 1–4               | Hollandia                                              |
| ------------ | ----------------- | ------------------------------------------------------ |
| Reuteler 53' | (0–0) Jegyzőkönyv | Crnogorčević 49' (öngól) Leuchter 84' 90+5' Pelova 89' |

| Bramall Lane, Sheffield |

| 2022. július 17. 17:00 |

| Svédország                                                                         | 5–0               | Portugália |
| ---------------------------------------------------------------------------------- | ----------------- | ---------- |
| Angeldahl 21' 45' C. Costa 45+7' (öngól) Asllani 54' (11-esből) Blackstenius 90+1' | (3–0) Jegyzőkönyv |            |

| Leigh Sports Village, Leigh |

### D csoport
| Hely. | Csapat        | M | Gy | D | V | G+ | G– | Gk | P | Továbbjutás                             |
| ----- | ------------- | - | -- | - | - | -- | -- | -- | - | --------------------------------------- |
| 1.    | Franciaország | 3 | 2  | 1 | 0 | 8  | 3  | +5 | 7 | Továbbjut az egyenes kieséses szakaszba |
| 2.    | Belgium       | 3 | 1  | 1 | 1 | 3  | 3  | 0  | 4 | Továbbjut az egyenes kieséses szakaszba |
| 3.    | Izland        | 3 | 0  | 3 | 0 | 3  | 3  | 0  | 3 | Kiesett                                 |
| 4.    | Olaszország   | 3 | 0  | 1 | 2 | 2  | 7  | −5 | 1 | Kiesett                                 |

| 2022. július 10. 17:00 |

| Belgium                      | 1–1               | Izland             |
| ---------------------------- | ----------------- | ------------------ |
| Vanhaevermaet 67' (11-esből) | (0–0) Jegyzőkönyv | Þorvaldsdóttir 50' |

| Etihad Academy Stadium, Manchester |

| 2022. július 10. 20:00 |

| Franciaország                              | 5–1               | Olaszország  |
| ------------------------------------------ | ----------------- | ------------ |
| Geyoro 9' 40' 45' Katoto 12' Cascarino 38' | (5–0) Jegyzőkönyv | Piemonte 76' |

| New York Stadium, Rotherham |

| 2022. július 14. 17:00 |

| Olaszország     | 1–1               | Izland             |
| --------------- | ----------------- | ------------------ |
| Bergamaschi 62' | (0–1) Jegyzőkönyv | Vilhjálmsdóttir 3' |

| Etihad Academy Stadium, Manchester |

| 2022. július 14. 20:00 |

| Franciaország            | 2–1               | Belgium    |
| ------------------------ | ----------------- | ---------- |
| Diani 6' Mbock Bathy 41' | (2–1) Jegyzőkönyv | Cayman 36' |

| New York Stadium, Rotherham |

| 2022. július 18. 20:00 |

| Izland                           | 1–1               | Franciaország |
| -------------------------------- | ----------------- | ------------- |
| Brynjarsdóttir 90+12' (11-esből) | (0–1) Jegyzőkönyv | Malard 1'     |

| New York Stadium, Rotherham |

| 2022. július 18. 20:00 |

| Olaszország | 0–1               | Belgium       |
| ----------- | ----------------- | ------------- |
|             | (0–0) Jegyzőkönyv | De Caigny 49' |

| Etihad Academy Stadium, Manchester |

## Egyenes kieséses szakasz
|  |                                        |               |                            |                        |   |             |                               |           |  |  |       |       |       |
|  | Negyeddöntők                           | Negyeddöntők  | Negyeddöntők               |                        |   | Elődöntők   | Elődöntők                     | Elődöntők |  |  | Döntő | Döntő | Döntő |
|  | Negyeddöntők                           | Negyeddöntők  | Negyeddöntők               |                        |   | Elődöntők   | Elődöntők                     | Elődöntők |  |  | Döntő | Döntő | Döntő |
|  | július 20. – Brighton                  |               |                            |                        |   |             |                               |           |  |  |       |       |       |
|  |                                        |               |                            |                        |   |             |                               |           |  |  |       |       |       |
|  | A1                                     | Anglia        | 2                          |                        |   |             |                               |           |  |  |       |       |       |
|  | A1                                     | Anglia        | 2                          | július 26. – Sheffield |   |             |                               |           |  |  |       |       |       |
|  | B2                                     | Spanyolország | 1                          |                        |   |             |                               |           |  |  |       |       |       |
|  | B2                                     | Spanyolország | 1                          |                        |   | Anglia      | Anglia                        | 4         |  |  |       |       |       |
|  | július 22. – Leigh, Greater Manchester |               |                            |                        |   | Anglia      | Anglia                        | 4         |  |  |       |       |       |
|  |                                        |               | Svédország                 | Svédország             | 0 |             |                               |           |  |  |       |       |       |
|  | C1                                     | Svédország    | Svédország                 | Svédország             | 0 | 1           |                               |           |  |  |       |       |       |
|  | C1                                     | Svédország    |                            |                        |   | 1           | július 31. – London (Wembley) |           |  |  |       |       |       |
|  | D2                                     | Belgium       | 0                          |                        |   |             |                               |           |  |  |       |       |       |
|  | D2                                     | Belgium       | 0                          |                        |   | Anglia      | Anglia                        | 2         |  |  |       |       |       |
|  | július 21. – London (Brentford)        |               |                            |                        |   | Anglia      | Anglia                        | 2         |  |  |       |       |       |
|  |                                        |               | Németország                | Németország            | 1 |             |                               |           |  |  |       |       |       |
|  | B1                                     | Németország   | Németország                | Németország            | 1 | 2           |                               |           |  |  |       |       |       |
|  | B1                                     | Németország   | július 27. – Milton Keynes |                        |   | 2           |                               |           |  |  |       |       |       |
|  | A2                                     | Ausztria      | 0                          |                        |   |             |                               |           |  |  |       |       |       |
|  | A2                                     | Ausztria      | 0                          |                        |   | Németország | Németország                   | 2         |  |  |       |       |       |
|  | július 23. – Rotherham                 |               |                            |                        |   | Németország | Németország                   | 2         |  |  |       |       |       |
|  |                                        |               | Franciaország              | Franciaország          | 1 |             |                               |           |  |  |       |       |       |
|  | D1                                     | Franciaország | Franciaország              | Franciaország          | 1 | 1           |                               |           |  |  |       |       |       |
|  | D1                                     | Franciaország |                            |                        |   |             |                               |           |  |  |       |       |       |
|  | C2                                     | Hollandia     | 0                          |                        |   |             |                               |           |  |  |       |       |       |
|  | C2                                     | Hollandia     | 0                          |                        |   |             |                               |           |  |  |       |       |       |
|  |                                        |               |                            |                        |   |             |                               |           |  |  |       |       |       |

### Negyeddöntők
| 2022. július 20. 20:00 |

| Anglia                | 2–1 (h. u.)                 | Spanyolország |
| --------------------- | --------------------------- | ------------- |
| Toone 84' Stanway 96' | (0–0, 1–1, 2–1) Jegyzőkönyv | González 54'  |

| Community Stadion, Brighton and Hove Nézőszám: 28 994 Játékvezető: Stéphanie Frappart (Franciaország) |

| 2022. július 21. 20:00 |

| Németország         | 2–0               | Ausztria |
| ------------------- | ----------------- | -------- |
| Magull 25' Popp 90' | (1–0) Jegyzőkönyv |          |

| Brentfordi Közösségi Stadion, London Nézőszám: 16 025 Játékvezető: Rebecca Welch (Anglia) |

| 2022. július 22. 20:00 |

| Svédország     | 1–0               | Belgium |
| -------------- | ----------------- | ------- |
| Sembrant 90+2' | (0–0) Jegyzőkönyv |         |

| Leigh Sports Village, Leigh Nézőszám: 7517 Játékvezető: Katerina Monzul (Ukrajna) |

| 2022. július 23. 20:00 |

| Franciaország | 1–0 (h. u.)                 | Hollandia |
| ------------- | --------------------------- | --------- |
| Périsset 102' | (0–0, 0–0, 1–0) Jegyzőkönyv |           |

| New York Stadium, Rotherham Nézőszám: 9764 Játékvezető: Ivana Martinčić (Horvátország) |

### Elődöntők
| 2022. július 26. 20:00 |

| Anglia                                  | 4–0               | Svédország |
| --------------------------------------- | ----------------- | ---------- |
| Mead 34' Bronze 48' Russo 68' Kirby 76' | (1–0) Jegyzőkönyv |            |

| Bramall Lane, Sheffield Nézőszám: 28 624 Játékvezető: Esther Staubli (Svájc) |

| 2022. július 27. 20:00 |

| Németország  | 2–1               | Franciaország      |
| ------------ | ----------------- | ------------------ |
| Popp 40' 76' | (1–1) Jegyzőkönyv | Frohms 44' (öngól) |

| Stadium MK, Milton Keynes Nézőszám: 27 445 Játékvezető: Cheryl Foster (Wales) |

### Döntő
| 2022. július 31. 17:00 |

| Anglia               | 2–1 (h. u.)                 | Németország |
| -------------------- | --------------------------- | ----------- |
| Toone 62' Kelly 110' | (0–0, 1–1, 1–1) Jegyzőkönyv | Magull 79'  |

| Wembley Stadion, London Nézőszám: 87 192 Játékvezető: Kateryna Monzul (Ukrajna) |

| A 2022-es női labdarúgó-Európa-bajnokság győztese |
| ------------------------------------------------- |
| · Anglia · 1. cím                                 |